# Raoul Aslan

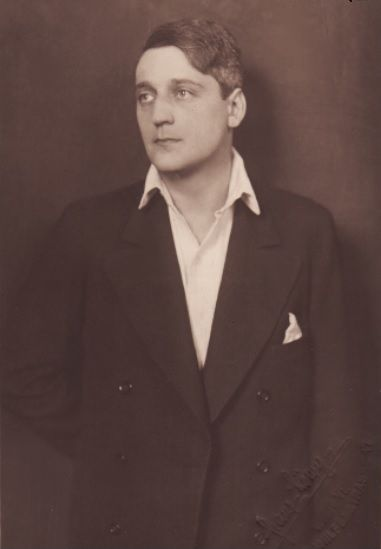
Raoul Aslan (1917)

Raoul Maria Eduard Karl Aslan-Zumpart (* 16. Oktober 1886 in Thessaloniki, Osmanisches Reich; † 17. Juni 1958 in Litzlberg, Gemeinde Seewalchen am Attersee) war ein osmanisch-österreichischer Schauspieler und Theaterintendant. Über Jahre hinaus als Schauspieler am Wiener Burgtheater tätig, war er von 1945 bis 1948 auch Burgtheaterdirektor. Filme interessierten ihn nicht sonderlich, weshalb er nur in vergleichsweise wenigen Produktionen mitspielte.

## Leben

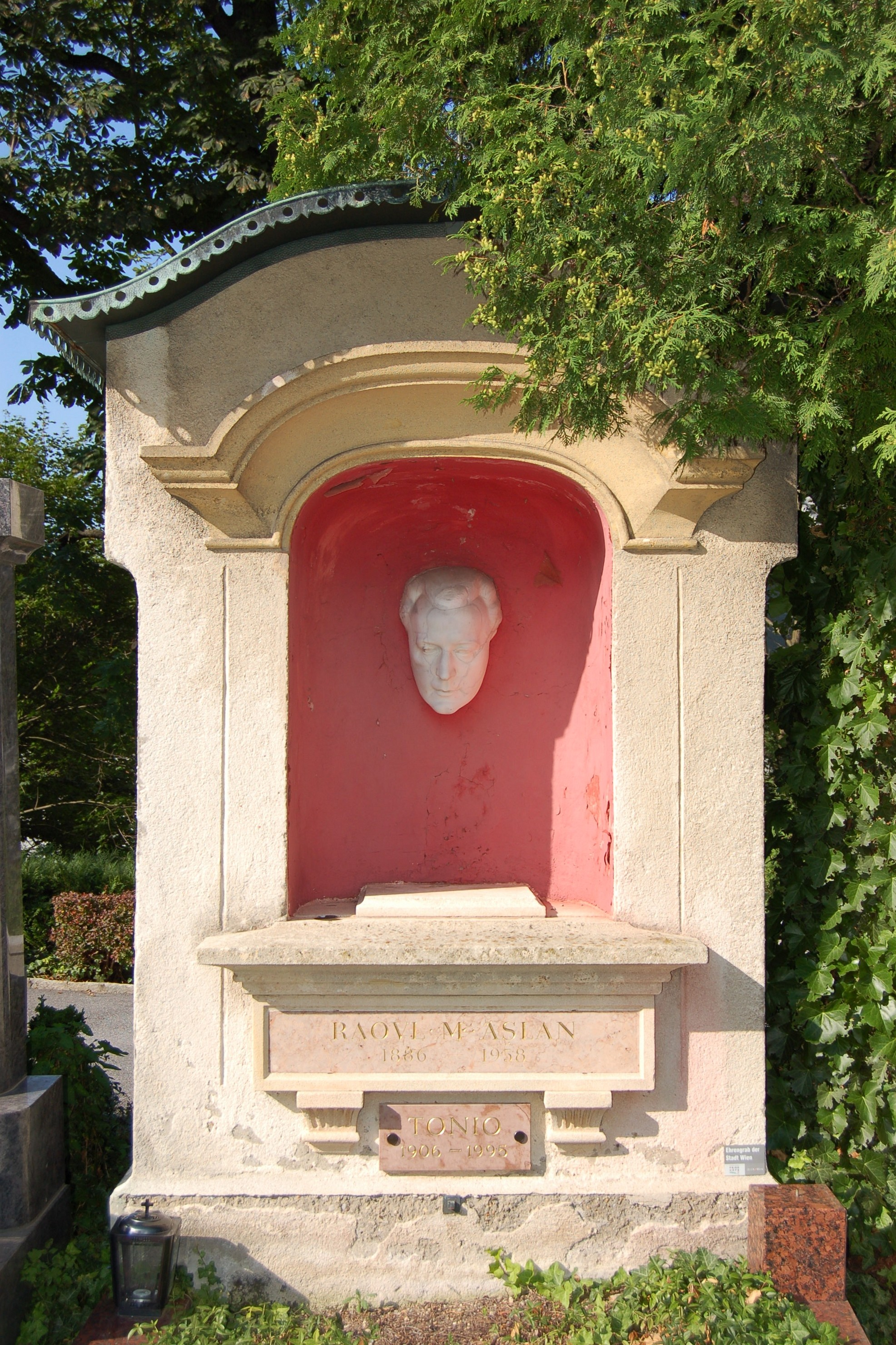
Das Grabmal von Raoul Aslan auf dem Grinzinger Friedhof

Raoul Aslan entstammte einer ehemals wohlhabenden Familie mit armenischen Vorfahren, wie die Etymologie des Namens zeigt. Sein jüngerer Bruder war Schauspieler Didier Aslan. Aslan wurde von einer Wiener Gouvernante, Fräulein Birn, erzogen, die ihn auch Deutsch lehrte. Mit seiner Mutter übersiedelte er 1896 nach Wien, um dort die Schule zu besuchen – zunächst die Volksschule in der Johannesgasse, ab Herbst 1897 das k. k. Staatsgymnasium in der Fichtnergasse. Nach der zweiten Klasse musste Aslans Mutter den Sohn wegen schlechter Schulerfolge ins Piaristenkonvikt nach Horn geben. Aber auch in Horn verbesserten sich seine Leistungen nicht und die 7. und 8. Klasse besuchte er wieder in der Fichtnergasse, wobei er nach den vorliegenden Quellen die 7. Klasse wiederholen musste und die Reifeprüfung niemals erfolgreich ablegen konnte.
Ab 1914 unterhielt er eine Liebesbeziehung zu seinem Jugendfreund Zeljko Koconda. Im Jahre 1932 lernte er im Café Ritter auf der Mariahilfer Straße den 20 Jahre jüngeren Schauspieler Tonio Riedl (1906–1995) kennen. 1936 trennte er sich endgültig von Koconda. Riedl verließ Wien zeitweise, um selbst Karriere zu machen, und nach Kriegsbeginn 1939 spielte er in Fronttheatern. Aslan freundete sich mit dem Burgtheaterdirektor Lothar Müthel an, der ihn nach Meinung Lotte Tobischs, so gut es ging, deckte. Er spielte Hauptrollen an der Burg und schrieb in drei Jahren knapp tausend fromme und sehnsüchtige Briefe an sein „geliebtes Engerl“. Zusätzlich bemüht sich Aslan erfolglos um eine „uk-Stellung“ für Riedl, also Unabkömmlichkeit als Schauspieler vom Theater, wie er sie selbst innehatte. Nach der Schließung aller Theater 1944 wurde Aslan zum Volkssturm eingezogen und er absolvierte am Burgtheater Luftschutzdienst. Auch während der Zeit des Nationalsozialismus unternahm er nichts, um seine Homosexualität zu tarnen, ebenso wenig wie seine Ablehnung des nationalsozialistischen Systems. Letztere entfaltete er anscheinend nur im persönlichen Gespräch, denn schriftliche Aufzeichnungen dazu existieren nicht. Aslan ist, so wie Gustaf Gründgens, einer der wenigen bekannten Homosexuellen, die in diesen Jahren keine Probleme mit der Obrigkeit bekamen. Er war auch zutiefst katholisch und besuchte wenn möglich jeden Tag die Messe.
Von 1934 bis zu seinem Tod lebte Aslan zusammen mit Riedl im Dachgeschoss des Hauses Strudlhofgasse 13. In den letzten Jahren teilten sie sich die Wohnung mit dem Privatsekretär Hermann Fanslau. Nachdem Aslan einem Herzinfarkt erlegen war, unternahmen Riedl und Fanslau eine Weltreise und blieben zusammen.
Beerdigt ist Raoul Aslan auf dem Grinzinger Friedhof (Gruppe MA, Nummer 24 A) in Wien in einem ehrenhalber gewidmeten Grab. Sein Lebensgefährte Riedl, den Aslan adoptiert hatte, wurde unter dem Namen Riedl-Aslan im selben Grab beigesetzt.

## Karriere
Schon in der Schulzeit war die Schauspielerei für ihn von besonderem Interesse. Darunter litten jedoch seine schulischen Leistungen. Nach einem Vorsprechen bei Adolf von Sonnenthal empfahl ihn dieser an das Deutsche Schauspielhaus in Hamburg, wo Aslan ab 1906 als Volontär Schauspielunterricht bei Franziska Ellmenreich erhielt. Im selben Jahr spielte er in Julius Caesar mit. In den weiteren Jahren lernte er die Schauspielerei an einigen kleineren Bühnen, bis er 1911 in Stuttgart die ersten großen Erfolge hatte.
Der ganz große Erfolg gelang ihm 1917, als er in Wien einen Vertrag bekam. Die Rolle des Gabriel Schilling brachte ihm hier den Durchbruch. Danach erhielt er im Jahr 1920 einen Vertrag ans Burgtheater, wo er die meiste Zeit verbrachte. Seinen ersten Film drehte er 1918. Zu den Stummfilmen dieser Zeit gehören Das andere Ich (1918) und Die Venus (1922). Trotzdem spielte er lieber am Burgtheater. 1926 bekam er als erster den Titel „Kammerschauspieler“ (früher „Hofschauspieler“). Damals arbeitete er als Schauspieler, Regisseur und Direktor an diesem Theater. In den 1930er Jahren drehte er noch einige andere Filme, darunter die Filme Yorck (1931), Der weiße Dämon (1932), Unsichtbare Gegner bzw. Öl ins Feuer (1933) und Mädchenpensionat (1936).
Raoul Aslan ist auf der Gottbegnadeten-Liste von Reichspropagandaminister Joseph Goebbels als wichtiger Künstler des NS-Staates aufgeführt.
Am 20. April 1945 nahm Aslan zunächst ohne höheren Auftrag – als einziger bis heute – die Position des Burg-Direktors ein. Die wenigen in Wien verbliebenen Burgschauspieler hatten sich um den beliebten Mimen geschart, er hatte die Leitung übernommen und wurde später von den Sowjets darin bestätigt, auch weil er die NS-Zeit hindurch „aufrechten Antifaschismus“ bewiesen hatte, wenn auch offenbar nur im persönlichen Gespräch, da schriftliche Unterlagen nicht existieren. Das Burgtheater stand wegen Bombenschäden nicht zur Verfügung, und so schloss Aslan nach vielen Besprechungen und Behördengängen einen Mietvertrag mit dem Besitzer des Etablissement Ronacher. Am 30. April 1945 schaffte man es dort, mit Grillparzers Sappho die erste Burgtheateraufführung nach Kriegsende zu organisieren, zu der der sowjetische Marschall Fjodor Iwanowitsch Tolbuchin – wenn auch verspätet – erschien. Aslans Lebensgefährte Tonio Riedl spielte dabei die Hauptrolle des Phaon.
Vor der Aufführung hielt Aslan eine Ansprache, in der er unter anderem auf die Zeit vor dem März 1938 hinwies.

„An der Stätte, wo vor über 70 Jahren der große Burgtheaterdirektor Heinrich Laube das Wiener Stadttheater begründet hat, hier, nahe dem Herzen Wiens, wird das Burgtheater für die nächste Zeit seine Stätte des Wirkens aufschlagen. Wieder als österreichisches Staatstheater, getreu seiner ruhmvollen Tradition. [...] Was das Burgtheater war, hoffen wir bleiben zu können: ein Theater der schauspielerischen Persönlichkeiten, durch unseren Kunstwillen zusammengeschlossen zu einem festen Ensemble. Die Persönlichkeit will sich frei entfalten können, sie will aber auch wieder richtig eingesetzt sein auf dem Platz, der ihr dank der ihr mitgegebenen Gaben zukommt. Sie ist gebunden durch Art und Sitte, Tradition, Kultur und Landschaft, ungebunden jedoch durch den Geist, der durch sie hindurch wirkt. Seine Flamme ist für jeden sichtbar, sie ist international und durch keine Zeit begrenzt.“

Ab 19. Mai 1945 begann man auch wieder das dazugehörige Akademietheater zu bespielen. Zu den wesentlichen Aufgaben des Burgtheaters zählte die Wiederbelebung von drei im Jahr 1938 unterbrochenen Traditionen: Die Wiederaufnahme der Stücke von Autoren, die verboten gewesen waren, die Wiedereinstellung von einst als untragbar angesehenen Mitgliedern sowie die Wiedereinführung geschlossener Vorstellungen für das „Theater der Jugend“. Für letzteres gab es am 23. März 1946 mit Kabale und Liebe die erste geschlossene Vorstellung. Am 7. März 1948 endete die Direktionszeit Aslans, er blieb dem Burgtheater aber weiterhin verbunden. Seine letzte Rolle im Burgtheater war die „Stimme des Herrn“ in Adolf Rotts legendärer Inszenierung von Goethes Faust, die auch noch nach seinem Tod in der Saison 1958/59 vom Tonband erklang.
Nach dem Zweiten Weltkrieg wirkte er nur noch in wenigen Filmproduktionen mit, wie Matthäus-Passion (1949), Mozart (1955) und Wilhelm Tell (1956).

## Auszeichnungen
- 1946: Ehrenring der Stadt Wien[6]
- 1946: Ehrenmitglied des Burgtheaters[7]
- 1955: Großes Silbernes Ehrenzeichen für Verdienste um die Republik Österreich[8]

## Filmografie
- 1918: Das andere Ich
- 1919: Marquis Fun
- 1920: Golgatha
- 1920: Gold, der Menschheit Fluch (Gold)
- 1921: Venus
- 1923: Die Kurtisane von Venedig
- 1930: Das Flötenkonzert von Sans-souci
- 1931: Yorck
- 1932: Stupéfiants
- 1932: Der weiße Dämon
- 1933: Unsichtbare Gegner
- 1933: Leise flehen meine Lieder
- 1938: Spiegel des Lebens
- 1952: Symphonie Wien
- 1954: Wenn du noch eine Mutter hast (Das Licht der Liebe)
- 1955: Mozart
- 1956: Wilhelm Tell

## Tondokumente (Auswahl)
Von Hilde Loewy, besser bekannt unter ihrem Künstlernamen Henry Love, am Flügel begleitet sang Aslan für die österreichische Columbia um 1930 mehrere Chansons der Komponistin auf Platte.
Hörbeispiele:
- Columbia 7024 (mx. A 7231) Spät kam dein Brief. Boston (Henry Love, Text von W. Steinberg-Frank)[9]
- Columbia 7024 (mx. A 7238) (32 342) Das zertretene Herz (Henry Love, Text von Béla Lasky)[10]
- Columbia 14 139 (mx. WA 7239) Das alte Lied. Boston (Henry Love, Text von Beda)[11]
- Columbia 14 139 (mx. WA 7240) Verklungen. Lied u. Tango (Henry Love, Text von W. Steinberg-Frank)[12]

Für diese Gesellschaft sprach er auch Rezitationen:
- Columbia SV 120 (mx. CHA 1288-1 P) a) Heidenröslein (Johann Wolfgang von Goethe) b) Berauschet euch! (Charles Baudelaire)[13]
- Columbia SV 120 (mx. CHA 1289-1 P) Prometheus (Johann Wolfgang von Goethe)[14]
- Columbia SV 122 (mx. CHA 1292-1P) Die Prinzessin auf der Erbse (Hans Christian Andersen)[15]
- Columbia SV 122 (mx. CHA 1293-1P) a) Der Teetisch von H. Heine b) 3 Strophen aus „Kritik des Herzens“ von W. Busch.[16]